# Grüne Zwerggarnele
Die Grüne Zwerggarnele (Caridina cf. babaulti) ist eine Süßwassergarnele (Atyidae) der Gattung Caridina aus den Flussniederungen Nordostindiens und Burmas. In Europa erfreut sie sich in der Aquaristik großer Beliebtheit.

## Erscheinung
Die Männchen der Grünen Zwerggarnele erreichen eine Länge von bis zu 35 Millimeter, die insgesamt fülliger erscheinenden, weiblichen Garnelen werden bis zu 40 Millimeter groß. Wie bei vielen Zwerggarnelen ist die Farbgebung sehr variabel, neben dem namensgebenden Grün ist auch eine hellbraune, schwarze oder blaue Färbung möglich. Zudem sind die Tiere zu raschen Farbwechseln befähigt und erscheinen dann in bräunlicher oder oranger Farbe beziehungsweise werden fast durchsichtig. Tragende Weibchen zeigen oft einen Rückenstrich. Das bis zum Ende des zweiten oder dritten Segments der Antennenbasis reichende Rostrum ist gerade und leicht nach unten geneigt, seine Spitze ist unbezahnt. Die beweglichen Finger (Dactylus) der Scheren des dritten Schreitbeinpaares tragen fünf bis sieben, die des fünften Schreitbeinpaares 18 bis 27 Dornen an der Rückseite. An der Uropodenfalte sitzen 13 bis 17 kleine Dornen. Die Rostrumformel der Grünen Zwerggarnele ist 3-6(4) + 10-12 / 4-8(5).

## Lebensweise
Die Grüne Zwerggarnele ernährt sich von Aufwuchs auf Steinen und verrottendem Pflanzenmaterial sowie kleinsten Wirbellosen und Insektenlarven. Wie bei vielen Vertretern der Gattung Caridina sind auch die Larven der Grünen Zwerggarnele den Elterntieren bereits sehr ähnlich und an eine bodenorientierte Lebensweise angepasst.

## Systematik
Die Artzugehörigkeit der Grünen Zwerggarnele ist noch unbestimmt. Ihre Morphologie entspricht weitestgehend der als Caridina weberi prox. var. sumatrensis beschriebenen Garnele. Andererseits weist sie auch eine sehr starke Ähnlichkeit zu Caridina babaulti auf, in deren Nähe die Grüne Zwerggarnele derzeit gestellt wird. Die Unterschiede zu dieser Art beziehen sich hauptsächlich auf die Anzahl der Dornen an den Dactyli des fünften Schreitbeinpaares. Es besteht allerdings die Möglichkeit, dass Caridina babaulti zukünftig selbst noch einmal in zwei oder drei Arten aufgeteilt wird.